# Кіран Маккенна
Кіран Маккенна (англ. Kieran McKenna, нар. 14 травня 1986, Лондон) — північноірландський футбольний тренер. З 2021 року очолює тренерський штаб команди «Іпсвіч Таун».

## Ігрова кар'єра
Народився 14 травня 1986 року в місті Лондон, але виріс у північноірландському графстві Фермана. Розпочав займатись футболом у місцевих клубах «Енніскіллен Таун Юнайтед» та «Баллінамаллард Юнайтед», а 2002 року потрапив до академії лондонського «Тоттенгем Готспур».
2004 року дебютував у складі юнацької збірної Північної Ірландії (U-19), з якою наступного року брав участь у домашньому юнацькому чемпіонаті Європи 2005 року. Загалом на юнацькому рівні взяв участь у 5 іграх.
Протягом 2005—2007 років залучався до складу молодіжної збірної Північної Ірландії. На молодіжному рівні зіграв у 7 офіційних матчах, забив 1 гол.
У 2009 році 22-річний Маккенна мусив завершити кар'єру гравця через травму стегна. До цього протягом двох років він пройшов через кілька операцій та тривалі реабілітації, але все-таки не зміг продовжити кар'єру футболіста, так і не дебютувавши на дорослому рівні.

## Кар'єра тренера
Після завершення кар'єри гравця Маккенна тренував дитячі та юнацькі команди «Тоттенгем Готспур» різних вікових груп, а паралельно навчався на спортивному факультеті Університету Лафборо. Згодом працював з юнаками у клубах «Ноттінгем Форест», «Лестер Сіті» та канадського «Ванкувер Вайткепса».
У 2015 році був призначений головним тренером команди до 18 років. Під його керівництвом команда «шпор» до 18 років дійшла до півфіналу Молодіжного кубка Англії.
1 вересня 2016 року був призначений головним тренером команди «Манчестер Юнайтед» до 18 років. Під його керівництвом у сезоні 2016/17 команда посіла 2-ге місце в Північній групі Прем'єр-ліги до 18 років, а в сезоні 2017/18 команда «Манчестер Юнайтед» до 18 років стала чемпіоном північного дивізіону Прем'єр-ліги до 18 років. Після цього успіху 1 липня 2018 року Маккенну разом із Майклом Карріком призначили асистентами головного тренера «Манчестер Юнайтед» Жозе Моурінью, замінивши Руя Фаріа, який покинув клуб. Після звільнення Моурінью працював у тренерському штабі Уле Гуннара Сульшера. Коли Сульшера звільнили в листопаді 2021 року, Маккенна залишився в клубі в статусі асистента Майкла Карріка, а потім і Ральфа Рангніка.
16 грудня 2021 року Кіран Маккенна вперше в кар'єрі призначений головним тренером клубу, очоливши команду Першої ліги «Іпсвіч Таун», підписавши контракт терміном на три з половиною роки. У віці 35 років став одним із наймолодших головних тренерів професіонального футбольного клубу в Англії. За підсумками сезону 2022/23 «Іпсвіч Таун» посів друге місце й вийшов до Чемпіоншипу. Там у сезоні 2023/24 Маккенна двічі отримував нагороду найкращого тренера місяця Чемпіоншипу, також був визнаний найкращим тренером сезону в Чемпіоншипі. За підсумками сезону «Іпсвіч Таун» посів друге місце в Чемпіоншипі, вийшовши до Прем'єр-ліги вперше за 22 роки. Після цього попри інтерес з боку таких клубів, як «Челсі» і «Манчестер Юнайтед», після успішного сезону Маккенна вирішив продовжити свій контракт з клубом до середини 2028 року.